# Vogelsangberg
Vogelsangberg är ett berg i Österrike.   Det ligger i  förbundslandet Wien, i den östra delen av landet, 8 km nordväst om huvudstaden Wien. Toppen på Vogelsangberg är 507 meter över havet, eller 53 meter över den omgivande terrängen. Bredden vid basen är 1,2 km.
Terrängen runt Vogelsangberg är kuperad åt nordväst, men åt sydost är den platt. Runt Vogelsangberg är det mycket tätbefolkat, med 3 623 invånare per kvadratkilometer.. Närmaste större samhälle är Wien, 8,4 km sydost om Vogelsangberg. 
Runt Vogelsangberg är det i huvudsak tätbebyggt.